# AVG Anti-Virus
AVG AntiVirus, AVG Anti-Virus（エーブイジー アンチウイルス）は、オランダアムステルダムに本社を置くAVGテクノロジー社（旧グリソフト社：本社チェコ）が開発、販売しているアンチウイルスソフトウェア。日本ではデジカ社（旧コージェンメディア社）が販売・サポートをしている。

## 機能
起動しているプログラムにウイルスがないか監視する機能、送受信したEメールにウイルスがないか検査をする「AVGメールスキャナー」、定義ファイルを自動アップデートなどの機能がある。
定義ファイルに入っていない未知のウイルスの検出が可能なヒューリスティクスエンジンを搭載している。
他のウイルス対策ソフトより動作が軽快なのが特徴である。日本での商用版はコージェンメディア社により2007年4月に日本語版が公開された。またフリーウェア版も2007年8月8日（チェコ時間）より日本語版の提供が開始されている（バージョン7.5以降）。
バージョン8.0よりAVG Anti-Spyware、AVG Anti-Malwareが統合された。また、Microsoft Windows 98/Meへのサポートがされなくなった。
2009年10月5日にリリースされたAVG 9.0シリーズでは、スキャン時間の縮小およびメモリ消費量の軽減、近年広まってきたUSBメモリを経由するウイルス感染の対策、ファイアウォールアラートの削減など、一部機能が更新された。
2011年9月2日にAVG 2012シリーズ、2012年9月20日にAVG 2013シリーズが公開された。

## 有料製品
個人 / スモールオフィス向け
AVG Anti-Virus
業務で使用する端末へのインストールができる。
AVG Anti-Virus plus Firewall Edition
Anti-Virusにパーソナルファイアウォール機能を追加。
AVG Internet Security
Anti-Virusにパーソナルファイアウォール機能、アンチスパイウェアや迷惑メールフィルタがセットになっているインターネットセキュリティスイート。
AVG Identity Protection
日本未発売。AVG Internet Security 9.0には本機能が含まれている。パターンファイルなどの従来のウイルス対策機能に依存せず、プログラムの行動監視を行う事で未知のマルウェア検出を可能としている。本製品は、他のウイルス対策ソフトとの併用が可能。
企業向け(サーバOS系へのインストールが可能)
AVG Anti-Virus Network Edition
本来Windows向けだが、8.5よりLinuxクライアント向け有料製品がなくなった事で、LinuxクライアントパソコンへAnti-Virusを導入する際は、本製品を購入する事となる。
AVG Internet Security Network Edition
AVG File Server Edition
AVG Email Server Edition
AVG Server Edition for Linux/FreeBSD
LinuxとFreeBSD用

## 無料製品
AVG Anti-Virus Free Edition
Windows Server 2003などのサーバ系OSにはインストールできない、ユーザーは個人・非商用使用に限定され、企業など法人の利用や学校などには使用を許可しない、テクニカルサポートの対象外など、一部に制限がある。バージョン6.0まではユーザー登録が必要であったが、バージョン7.0以降はユーザー登録が不要となった。広告が表示される。
AVG Anti-Virus Free Small Business Edition
企業内での利用が可能になった無料バージョン。個人使用に限定されたAVG Anti-Virus Free Editionと異なり、ユーザー登録が必須。使用可能ライセンス数は1社あたり5ライセンス以下。基本性能、動作環境はAVG Anti-Virus Free Editionと同等。2009年8月12日より日本、ドイツ、ブラジルの3ヶ国でのみ配布開始された。
AVG Rescue CD
2010年3月25日より英語版のみ無償で公開された。CDだけでなく、BIOSが対応していればUSBメモリからの起動も可能である。ウイルス検出の他、ファイルマネージャーや、Windows用のレジストリエディタ、削除ファイルやパーティションを復帰するためのユーティリティを実装する。他に、vi、OpenSSHデーモン、ntfsprogs、pingなどの基本的なLinuxサービスを搭載しおり、アンチウイルスソフトではなく、データ復旧用のLinuxにアンチウイルスソフトを追加したものである。

## 不具合

### 再起動が繰り返される問題
2010年12月、AVG2011シリーズの最新プログラム(バージョン10.0.1170のエンジン)のアップデートを適用しパソコンの再起動を促され、それに従い再起動するとそれ以降パソコンの再起動が繰り返される状態が続いてしまう問題が発生した。
問題が発生するのは当初、64bit版のWindows 7とされたが、後にWindows VistaやWindows XPでも問題が発生することが明らかになった。